# В долината на Давид и Голиат
„В долината на Давид и Голиат“ (на английски: In the Valley of Elah) е американски криминален драматичен филм от 2007 г. на режисьора Пол Хагис. Премиерата е на 1 септември 2007 г. на кинофестивала във Венеция, а по кината в САЩ филмът излиза на 14 септември 2007 г.

## Актьорски състав
| Актьор          | Роля                   |
| --------------- | ---------------------- |
| Томи Лий Джоунс | Ханк Диърфийлд         |
| Шарлиз Терон    | детектив Емили Сандърс |
| Сюзън Сарандън  | Джоан Диърфийлд        |
| Джонатан Тъкър  | Майк Диърфийлд         |
| Джеймс Франко   | сержант Дан Карнели    |
| Джош Бролин     | шериф Бучуолд          |
| Франсис Фишър   | Ив                     |
| Уейн Дювал      | детектив Нюджънт       |
| Джейсън Патрик  | лейтенант Кърклендър   |
| Джейк Маклафлин | Гордън Бонър           |

## Награди и номинации
| Категория                          | Номиниран(и)                | Резултат                    |
| Оскар (24 февруари 2008 г.)        | Оскар (24 февруари 2008 г.) | Оскар (24 февруари 2008 г.) |
| ---------------------------------- | --------------------------- | --------------------------- |
| Най-добра мъжка роля               | Томи Лий Джоунс             | номинация                   |
| Сателит (16 декември 2007 г.)      |                             |                             |
| Най-добър актьор в драматичен филм | Томи Лий Джоунс             | номинация                   |